# Bar Kokhba Sextet
Bar Kokhba Sextet est un ensemble instrumental basé à New York, dirigé par John Zorn. 

## Biographie
Réunissant six membres clés de la famille Masada, Bar Kokhba en est une évolution. On y trouve Cyro Baptista à la batterie, Marc Ribot à la guitare, Greg Cohen à la contrebasse, Joey Baron à la batterie et Mark Feldman / Erik Friedlander aux cordes (respectivement violon / violoncelle). Le label de Zorn lui-même, Tzadik, qualifie la musique du groupe comme "Sephardic exotica for young moderns", comme pour souligner la vision moderne de la musique traditionnelle juive portée par le compositeur.
L'album Bar Kokhba, enregistré entre 1994 et 1996 par Masada marque les premières transformations du projet initial de John Zorn, évoluant vers Masada Book Two (II) et qui ouvrira plus tard la voie à la série Book of Angels (notamment après les concerts à la cinémathèque Anthology Film Archives et au Tonic, à New York en 2004 et 2005).

## Discographie
- 1998 - The Circle Maker - Disc Two: Zevulun
- 2005 - 50th Birthday Celebration Volume 11
- 2008 - Lucifer: Book of Angels Volume 10